# Saint-Urbain (Vendée)
Saint-Urbain is een gemeente in het Franse departement Vendée (regio Pays de la Loire) en telt 1059 inwoners (2004). De plaats maakt deel uit van het arrondissement Les Sables-d'Olonne.

## Geografie
De oppervlakte van Saint-Urbain bedraagt 16,3 km², de bevolkingsdichtheid is 65,0 inwoners per km².
De onderstaande kaart toont de ligging van Saint-Urbain (Vendée) met de belangrijkste infrastructuur en aangrenzende gemeenten.

## Demografie
Onderstaande figuur toont het verloop van het inwonertal (bron: INSEE-tellingen).

1. ↑  Populations de référence 2022.